# ستيف كول (عازف جاز)
ستيف كول (بالإنجليزية: Steve cole)‏ هو عازف جاز أمريكي، ولد في 17 أغسطس 1966 في شيكاغو في الولايات المتحدة.

## وصلات خارجية
- ستيف كول على موقع ميوزك برينز (الإنجليزية)
- ستيف كول على موقع أول ميوزيك (الإنجليزية)
- ستيف كول على موقع ديسكوغز (الإنجليزية)